# Passira
Passira is een gemeente in de Braziliaanse deelstaat Pernambuco. De gemeente telt 28.518 inwoners (schatting 2009).
De gemeente grenst aan Salgadinho, Limoeiro, Gravatá, Pombos, Bezerros, Feira Nova, Glória do Goitá en Cumaru.